# André Parreaux
André Parreaux, né le 26 mai 1906 à Paris (4e arrondissement) et mort le 5 avril 1979 à Paris (14e arrondissement), est un universitaire, historien, angliciste et dix-huitiémiste français, qui fut militant communiste.

## Biographie
Élève du Lycée Louis-le-Grand puis du Lycée Henri-IV (où il suivit les cours du philosophe Alain), il fut ensuite élève de l'École normale supérieure à partir de 1927. Il passa l'agrégation d'anglais en 1934. Il enseigna dans le secondaire de 1934 à 1958, au Puy, à Albi, à Périgueux, puis aux lycées Buffon et Henri IV à Paris.
Il termina une thèse sur la littérature anglaise du dix-huitième siècle en 1958 puis enseigna dans le supérieur à Lille.
En 1962, il devint titulaire de la chaire de littérature et civilisation anglaises du dix-huitième siècle à la Sorbonne. En 1969, il devint l'un des animateurs de l'Institut d'anglais (Institut Charles V), avant de prendre sa retraite en 1976.
Les Cahiers Charles V ont publié un numéro de mélanges en l'honneur d'André Parreaux en 1988.
Il participa avant la guerre avec Georges Politzer à la fondation et à la rédaction du journal La Pensée, dont il fut l'un des rédacteurs en chef.
Il fut à partir de 1958 le second mari d'Hélène Solomon-Langevin, la fille du physicien Paul Langevin.

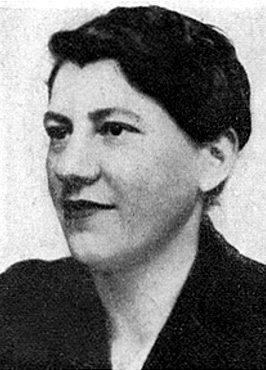
Hélène Solomon-Langevin, en 1945.

## Parcours
- 1924-1926: Lycée Louis-le-Grand
- 1926-1927: Lycée Henri-IV
- 1927-1930: École normale supérieure
- 1928-1929: lecteur de français au Trinity College de Dublin, rédacteur temporaire à la Société des Nations
- 1933: diplôme d'études supérieures de littérature comparée
- 1934: agrégation d'anglais
- 1934-1935: professeur au Lycée du Puy-en-Velay
- 1935-1937: professeur au Lycée d'Albi
- 1937-1938: professeur au Lycée de Périgueux
- 1938-1939: professeur au Lycée Marcelin-Berthelot de Saint-Maur-des-Fossés, secrétaire de rédaction de la revue La Pensée
- 1945-1947: secrétaire de l'Union française universitaire
- 1945-1953: professeur au Lycée Buffon
- 1953-1955: professeur au Lycée Henri-IV
- 1958: thèse de doctorat en littérature anglaise
- 1958-1962: enseignant à l'Université de Lille
- 1962-1968: professeur à la Sorbonne
- 1968-1976: professeur à l'Institut d'anglais Charles V (Université Paris-VII)[8].

## Publications

### Ouvrages
- Le Portugal dans l'oeuvre de William Beckford, Les Belles-Lettres, Paris, 1935.
- William Beckford, auteur de Vathek, 1760-1844 : étude de la création littéraire, thèse de doctorat, Nizet, Paris, 1960. (Gallica)
- La vie quotidienne en Angleterre au temps de George III, Hachette, Paris, 1966 (Prix Thiers de l'Académie Française, 1967).
- Smollett's London, a course of lectures delivered at University of Paris, Paris (1963-1964).
- La société anglaise de 1760 à 1810: introduction à une étude de la civilisation anglaise au temps de George III, PUF, Paris, 1966.
- L'architecture en Grande-Bretagne, Armand Colin, Paris, 1969[9].
- Jardins et paysages, le style anglais, recueil de textes partiellement traduits de l'anglais, 1977.
- Souvenirs d'Alcobaça et Batalha, par William Beckford, traduction par André Parreaux, préface de Didier Girard, 1995.
- Souvenirs intimes de David Copperfield, par Charles Dickens, traduction par André Parreaux, Gallimard, Paris, 2010[10].

### Articles
- William Beckford, principaux problèmes chronologiques, Bulletin des études portugaises, 1931.
- Note sur la partie portugaise de la bibliothèque de William Beckford, Bulletin des études portugaises, 1932.
- Etudes portugaises sur William Beckford, Bulletin des études portugaises, 1932.
- Précisions sur les études de Beckford au Portugal, Bulletin des études portugaises, 1939.
- L'évolution de Charles Dickens, La Pensée, 1939.
- Un pionnier du réalisme portugais, Alves Redol (pt), Les Lettres françaises, 1946.
- Le journal de Beckford, Etudes anglaises, 1954.
- Beckford à la radio, Etudes anglaises, 1955.
- Beckford et Byron, Etudes anglaises, 1955.
- Le tombeau de Beckford par Stéphane Mallarmé, Revue d'histoire littéraire de la France, 1955.
- Sur l'interprétation de Hogarth, Les langues modernes, 1957.
- Beckford et le Portugal en 1787, Revue des études portugaises, 1955.
- Beckford et le Portugal, Revue des études portugaises, 1958.
- Beckford en Italie, Revue de littérature comparée, 1969.
- The Caliph and the Swinish Multitude, Cairo studies in english, 1960.
- Le XVIIIe siècle anglais: la littérature et la vie, The Soapbox, 1966-1967.